# Paritätische Reichsstadt
Als paritätische Reichsstadt wird der administrative Status einiger schwäbischer Städte in der Spätphase des Heiligen Römischen Reiches (1648–1806) bezeichnet. Die Hälfte der rund fünfzig ehemaligen Reichsstädte liegt in Südwestdeutschland. Viele davon waren bzw. sind seit der Reformation konfessionell gemischt. Im Westfälischen Frieden zum Ende des Dreißigjährigen Krieges wurde die konfessionelle Parität für (nur noch) vier Reichsstädte festgeschrieben:
- Augsburg
- Biberach an der Riß
- Ravensburg
- Dinkelsbühl

Darüber hinaus gab es – mit gewissen Einschränkungen – die konfessionelle Parität auch in den beiden Reichsstädten Leutkirch und Kaufbeuren.
Die Parität durchzog alle administrativen Bereiche dieser Reichsstädte. Nicht nur der Stadtrat wurde paritätisch mit Katholiken und Protestanten besetzt, auch jedes Verwaltungsamt, jeder städtische Ausschuss musste zweimal existieren, jeweils für einen Katholiken und einen Protestanten. Andere Formen der Machtteilung war eine abwechselnde Herrschaft beider Religionsgruppen.
Mit dem Reichsdeputationshauptschluss 1803 kam das Ende der paritätischen Reichsstädte. Seitdem gehörten Dinkelsbühl und Kaufbeuren, seit 1806 (aufgrund des Friedens von Pressburg) auch Augsburg zu Bayern, Biberach und seit 1810 auch Ravensburg und Leutkirch, die 1803 bayerisch geworden waren, hingegen zu Württemberg.
Beide Konfessionen hatten in der Regel eigene Kirchen und eigene Friedhöfe. In Biberach wird die Stadtpfarrkirche seit der Reformation als Simultankirche gemeinsam genutzt, während es dort bis heute getrennte Friedhöfe gibt. Umgekehrt hatte Ravensburg nach der Reformation auch weiterhin einen gemeinsamen Friedhof, aber getrennte Kirchen: Als evangelische Kirche diente das Schiff der (mit Spenden und Stiftungen der nun überwiegend protestantisch gewordenen Patrizier erbauten) Klosterkirche des Karmeliterklosters, während der Chor – durch eine Mauer getrennt – weiter durch die Mönche genutzt wurde.
Eine vergleichbare Parität gab es im Schweizer Kanton Glarus, der ab dem 2. Glarner Landesvertrag von 1564 bis zur Gründung der Helvetischen Republik eine gemeinsame Landsgemeinde und je eine separate Landsgemeinde für Reformierte und Katholiken hatte.